# Landkreis Warthbrücken

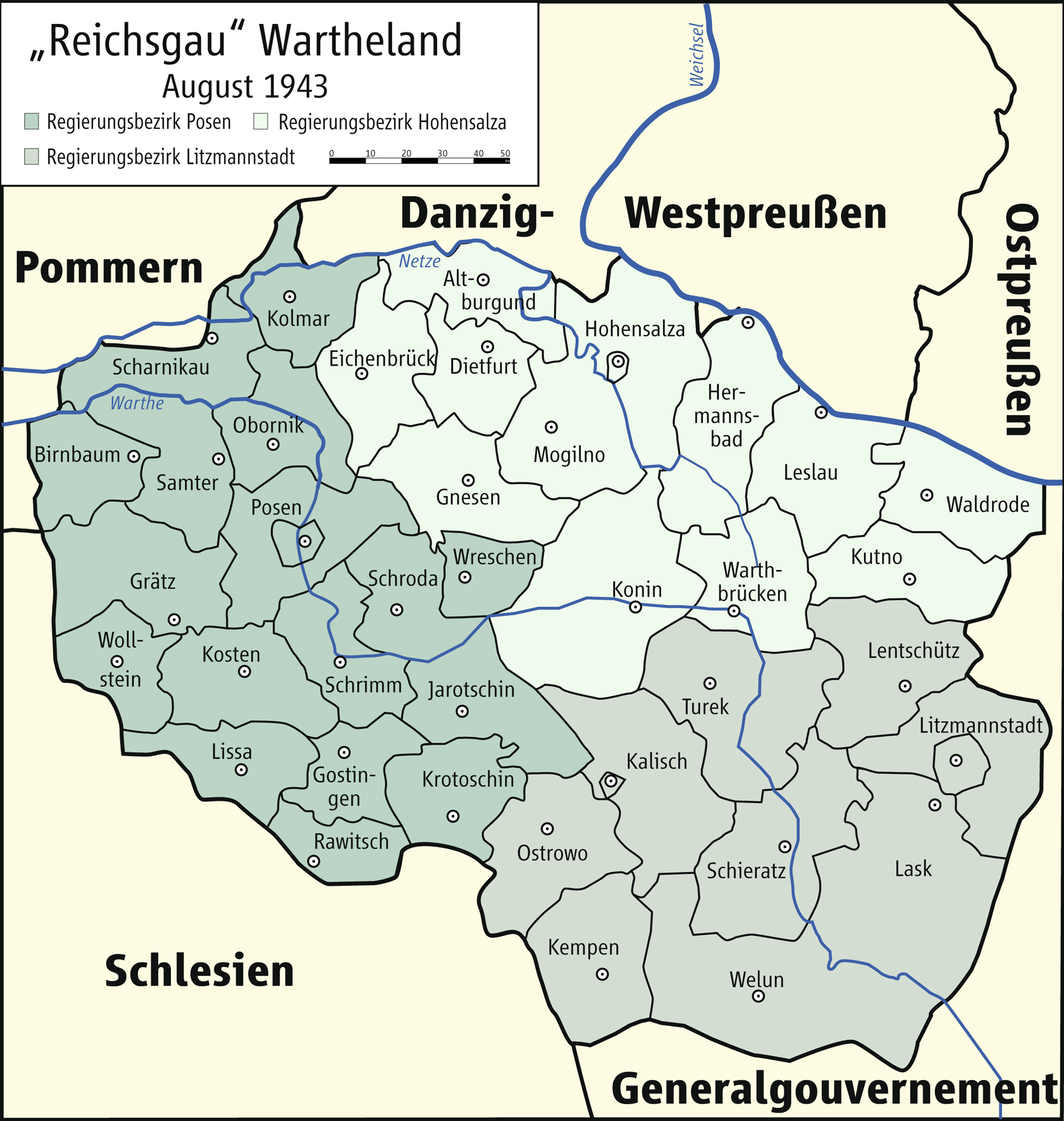
Regierungsbezirke und Kreise im Reichsgau Wartheland

Landkreis Warthbrücken war während des Zweiten Weltkrieges der Name einer deutschen Verwaltungseinheit im besetzten Polen (1939–45).

## Vorgeschichte (1793 bis 1807)
Das Gebiet um die westpolnische Stadt Koło gehörte nach der Zweiten Teilung Polens von 1793 bis 1807 vorübergehend zum Kreis Konin in der preußischen Provinz Südpreußen.

## Verwaltungsgeschichte
Beim Überfall auf Polen besetzte die Wehrmacht den westpolnischen Powiat Koło, die Kreisstadt Koło wurde am 18. September 1939 eingenommen.
Am 26. Oktober 1939 wurde der Powiat unter der Bezeichnung Landkreis Wartbrücken (ab dem 21. Mai 1941: Landkreis Warthbrücken) an das Deutsche Reich angeschlossen, was als einseitiger Akt der Gewalt völkerrechtlich aber unwirksam war. Der Landkreis wurde Teil des Regierungsbezirkes Hohensalza im Reichsgau Wartheland.
Sitz des deutschen Landratsamtes wurde die Kreisstadt Koło.
Mit dem Einmarsch der Roten Armee im Januar 1945 endete die deutsche Besetzung.

## Politik

### Landkommissar
1939–9999: ?

### Landräte
1939–1940: ?
1940–1945: Walter Becht

## Kommunale Gliederung
Der Landkreis Warthbrücken gliederte sich in zwei Stadtgemeinden (Koło und Kłodawa), die restlichen Ortschaften waren in zunächst 12, ab dem 1. April 1943 dann in 10 Amtsbezirken zusammengefasst.

## Größe
Der Landkreis Warthbrücken hatte eine Fläche von 1097 km².

## Bevölkerung
Der Powiat Koło hatte im Jahre 1931: 119.400 Einwohner, der Landkreis Warthbrücken 1941 dann nur noch 107.964 Einwohner, unmittelbar nach Ende der Besetzung wurden am 1. Februar 1945 noch 89.220 Einwohner gezählt.
Die deutschen Besatzungsbehörden vertrieben zwischen dem 1. Dezember 1939 und dem 31. Dezember 1943 über 14.000 Polen aus dem Gebiet.
Die jüdische Bevölkerung des Powiats zählte vor der Besetzung über 8500 Personen (etwa 8 % der Gesamtbevölkerung). Bei Kriegsbeginn flüchtete ein Teil vor den Deutschen ins Landesinnere, die verbliebenen Juden wurden zunächst in Ghettos in Dąbie und Izbica Kujawska zusammengezogen. Im Dezember 1941 richteten die deutschen Besatzungsbehörden im Kreisgebiet das allererste Vernichtungslager (Chełmno) ein, in dem sie den Großteil der jüdischen Bevölkerung des Warthelandes ermordeten.
Im Gebiet des Powiats lebte seit Anfang des 19. Jahrhunderts verstreut eine kleine deutsche Minderheit, die vor der Besetzung über 6000 Personen (etwa 5 % der Gesamtbevölkerung) zählte, ihr Zentrum war die Stadt Dąbie. Während der Besetzung wurden zusätzlich Deutsche angesiedelt. Nach Ende der Besetzung  wurden am 1. Februar 1945 noch 8476 Deutsche (etwa 10 % der Restbevölkerung) gezählt, der Großteil von ihnen verließ in der Folge das Gebiet.

## Ortsnamen
Bereits Ende 1939 wurden von den lokalen Besatzungsbehörden alle Orte eigenmächtig mit deutschen Bezeichnungen versehen, dabei handelte es sich meist um lautliche Angleichungen, Übersetzungen oder freie Erfindungen. Am 18. Mai 1943 erhielten alle Orte im Wartheland mit einer Post- oder Bahnstation auch offiziell deutsche Namen, wobei es teilweise zu Abweichungen kam.
Liste der Städte und Amtsbezirke im Landkreis Warthbrücken:
| polnischer Name   | deutscher Name (1939–1945)           | polnischer Name | deutscher Name (1939–1945)                   |
| ----------------- | ------------------------------------ | --------------- | -------------------------------------------- |
| Babiak            | 1939–1943 Waldau 1943–1945 Babenwald | Kłodawa         | Tonningen                                    |
| Chełmno nad Nerem | Kulmhof                              | Koło            | 1939–1941 Wartbrücken 1941–1945 Warthbrücken |
| Czołowo           | Sternental                           | Kościelec       | Kirchdorf                                    |
| Dąbie             | Eichstädt                            | Krzykosy        | Grünwald                                     |
| Drzewce           | Rodau                                | Sompolno        | Deutscheneck                                 |
| Izbica Kujawska   | Mühlental                            | Stary Budzisław | Ehrenfeld                                    |
| Karszew           | Karschin                             |                 |                                              |